# 荷蘭國防部
荷蘭國防部（Ministerie van Defensie）是主掌、荷蘭軍事的政府部門，底下設有一位國務秘書（Staatssecretaris）協助國防大臣（部長）處理政務。

## 職責
國防部的職責有：
- 保護荷蘭及其盟國的領土，包括荷屬安地列斯和阿魯巴。
- 保護並增加國際司法體系與穩定。
- 協助民事機關在緊急情況發生時維持秩序，以及在國內外進行人道救援。

## 歷史
1813年，荷蘭設立戰爭部（即陸軍部）與海軍部，1928年合併為國防部，但在1945年至1959年再度分離。這段期間，戰爭部大臣與海軍部大臣通常由同一人擔任，而海軍國務秘書則負責日常事務。1959年，這些部會再度合併。

## 組織

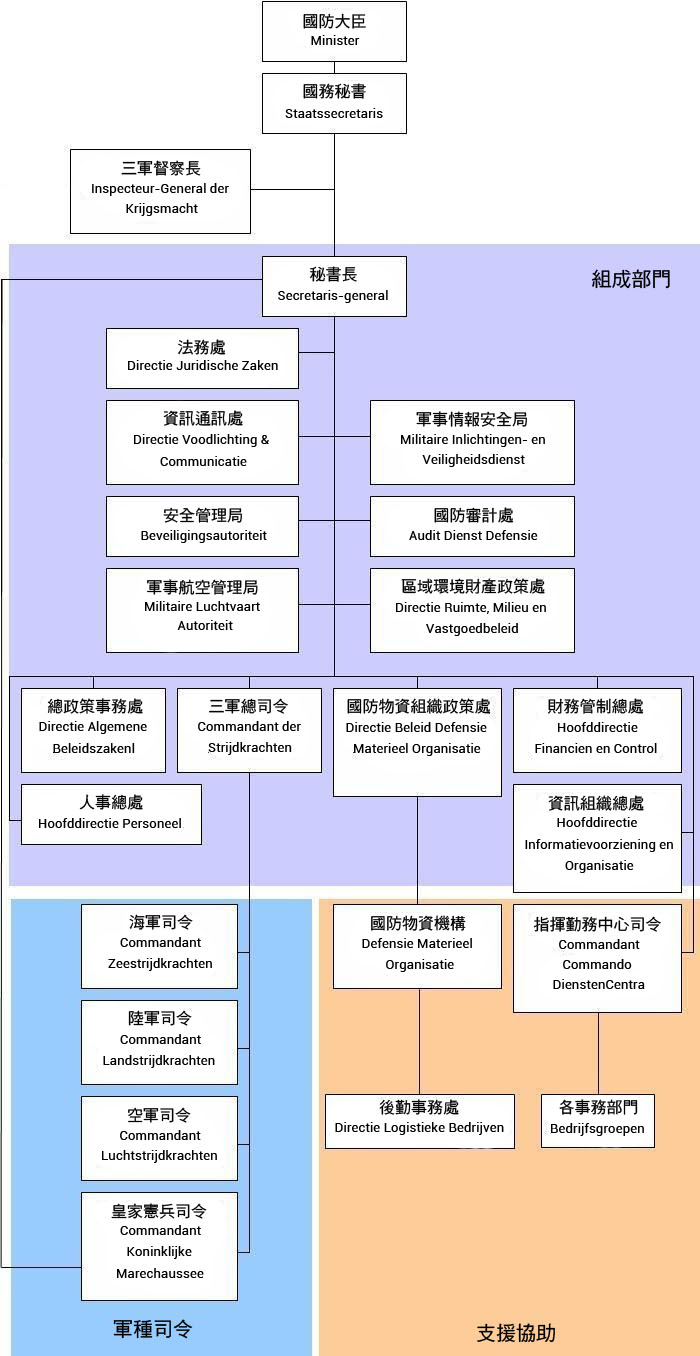
荷蘭國防部組織圖

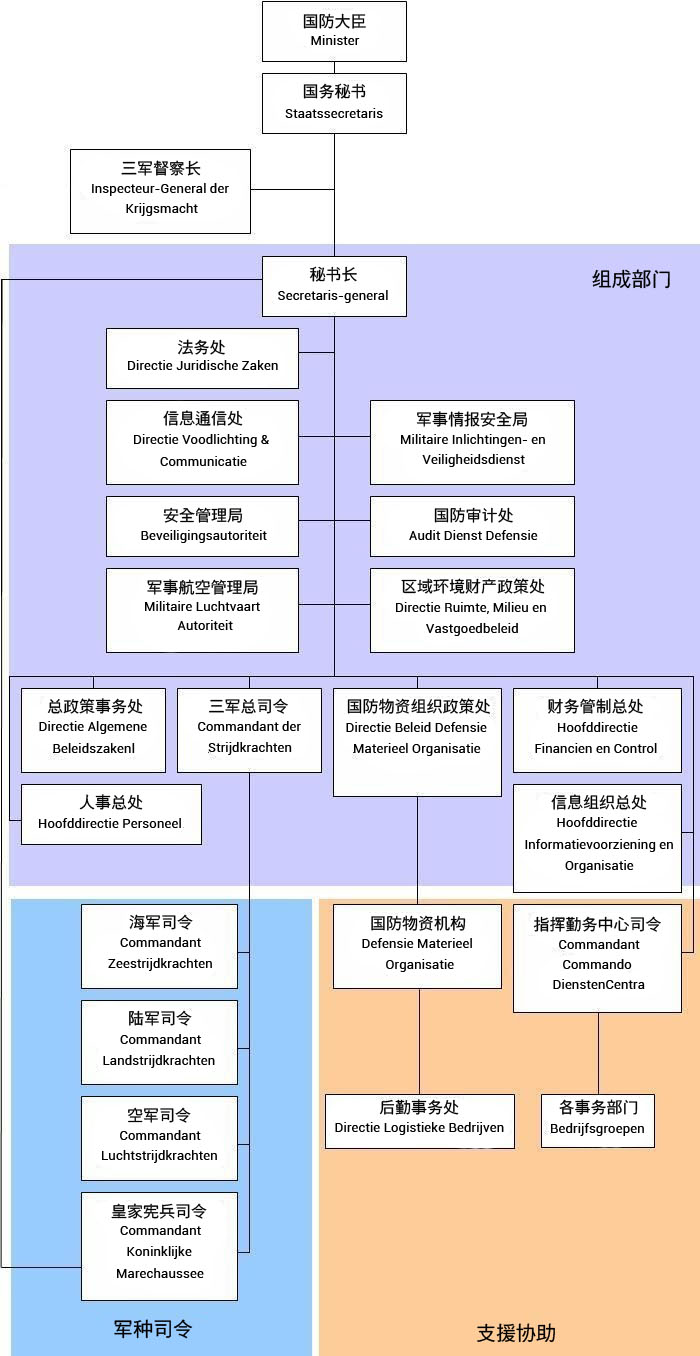
荷兰国防部组织图

該部會由大臣、國防國務秘書、在海牙的公務人員及荷蘭軍隊所組成。
最高層公務人員為正副秘書長。部會下設有三個總局，分別負責財政、人事及設備。最高軍職軍官為軍隊司令（四星上將；2005年前稱國防參謀長），管轄荷蘭皇家陸軍、荷蘭皇家海軍、荷蘭皇家空軍和荷蘭皇家憲兵各軍種的司令（三星中將）。
國防部的公職與軍職人員超過70,000名。

## 外部連結
- 荷蘭國防部